# Marianne Theorin-Swanstein
Marianne Theorin-Swanstein, född 23 september 1919 i Norrtälje, död 25 juli 1976 i Helsingborg, var en svensk målare.
Hon var dotter till folkskolläraren Carl Theorin och Hildur Lindell och från 1947 gift med överingenjören Börje Swanstein. Hon studerade vid Slöjdföreningens skola i Göteborg 1937–1941. Hon medverkade i samlingsutställningar arrangerade av Ängelholms konstförening samt utställningar i Barkåkra och Skälderviken. Henne konst består av porträtt och landskapsskildringar utförda i pastell, olja eller akvarell,   